# Kamerad Schnürschuh
Kamerad Schnürschuh wurden im Ersten Weltkrieg österreichische Soldaten von ihren deutschen Kameraden genannt, da sie geschnürte und keine geschlossenen Stiefel, sogenannte Knobelbecher, wie die deutschen Soldaten trugen. Beim Begriff klingt eine gewisse Geringschätzung mit.